# Barbara Ciszewská
Barbara Ciszewská provdaná Barbara Andrzejewská (* 5. června 1974) je bývalá polská sportovní šermířka, která se specializovala na šerm kordem. Polsko reprezentovala v devadesátých letech a v prvním desetiletí jednadvacátého století. V roce 1998 obsadila druhé místo na mistrovství Evropy v soutěži jednotlivkyň. S polským družstvem kordistek vybojovala třetí místo na mistrovství Evropy v roce 1998 a 2004.